# Krefelder Fußball-Club Uerdingen 05 2020-2021
Questa voce raccoglie le informazioni riguardanti il Krefelder Fußball-Club Uerdingen 05 nelle competizioni ufficiali della stagione 2020-2021.

## Stagione
Nella stagione 2020-2021 l'Uerdingen, allenato da Stefan Krämer, Stefan Reisinger e Jürgen Press, concluse il campionato di 3. Liga al 16º posto e fu retrocesso in Regionalliga.

## Rosa
| N. |                                 | Ruolo | Calciatore               |
| -- | ------------------------------- | ----- | ------------------------ |
| 1  | Austria (bandiera)              | P     | Lukas Königshofer        |
| 2  | Lituania (bandiera)             | D     | Edvinas Girdvainis       |
| 4  | Germania (bandiera)             | D     | Jan Kirchhoff            |
| 5  | RD del Congo (bandiera)         | D     | Assani Lukimya-Mulongoti |
| 7  | Germania (bandiera)             | D     | Christian Dorda          |
| 8  | Paesi Bassi (bandiera)          | C     | Peter van Ooijen         |
| 9  | Germania (bandiera)             | A     | Mike Feigenspan          |
| 10 | Germania (bandiera)             | C     | Kolja Pusch              |
| 11 | Germania (bandiera)             | C     | Christian Kinsombi       |
| 14 | Germania (bandiera)             | C     | Tim Albutat              |
| 15 | Germania (bandiera)             | D     | Leon Schneider           |
| 16 | Germania (bandiera)             | C     | Gino Fechner             |
| 17 | Bosnia ed Erzegovina (bandiera) | C     | Rijad Kobiljar           |

| N. |                        | Ruolo | Calciatore       |
| -- | ---------------------- | ----- | ---------------- |
| 18 | Danimarca (bandiera)   | A     | Gustav Marcussen |
| 19 | Germania (bandiera)    | C     | Hans Anapak      |
| 22 | Germania (bandiera)    | C     | Fridolin Wagner  |
| 23 | Germania (bandiera)    | D     | Omar Traoré      |
| 26 | Germania (bandiera)    | C     | Dave Gnaase      |
| 29 | Germania (bandiera)    | P     | Julius Paris     |
| 31 | Paesi Bassi (bandiera) | P     | Hidde Jurjus     |
| 32 | Slovenia (bandiera)    | D     | Dominic Maroh    |
| 33 | Germania (bandiera)    | C     | Patrick Göbel    |
| 35 | Inghilterra (bandiera) | A     | Osayamen Osawe   |
| 36 | Turchia (bandiera)     | A     | Muhammed Kiprit  |
| 39 | Germania (bandiera)    | A     | Adriano Grimaldi |

## Organigramma societario
Area tecnica
- Allenatore: Jürgen Press
- Allenatore in seconda: Patrick Dippel, Stefan Reisinger
- Preparatore dei portieri: Wolfgang Wimmer
- Preparatori atletici: Ruben Solis

## Calciomercato

### Sessione estiva
| Acquisti | Acquisti         | Acquisti               | Acquisti |
| R.       | Nome             | da                     | Modalità |
| -------- | ---------------- | ---------------------- | -------- |
| A        | Gustav Marcussen | Lyngby                 |          |
| A        | Muhammed Kiprit  | Hertha Berlino         |          |
| C        | Dave Gnaase      | Kickers Würzburg       |          |
| P        | Hidde Jurjus     | PSV                    |          |
| A        | Mike Feigenspan  | Eintracht Braunschweig |          |
| C        | Heinz Mörschel   | Preußen Münster        |          |
| D        | Stefan Velkov    | Den Bosch              |          |
| C        | Kolja Pusch      | Admira Wacker M.       |          |
| C        | Tim Albutat      | Duisburg               |          |
| C        | Hans Anapak      | Bayer Leverkusen U19   |          |
| D        | Leon Schneider   | Colonia II             |          |
| C        | Fridolin Wagner  | Preußen Münster        |          |
| D        | Omar Traoré      | Rödinghausen           |          |

| Cessioni | Cessioni          | Cessioni        | Cessioni |
| R.       | Nome              | a               | Modalità |
| -------- | ----------------- | --------------- | -------- |
| C        | Adam Matuszczyk   | Düren           |          |
| C        | Roberto Rodríguez | Sciaffusa       |          |
| A        | Selim Gündüz      | Hallescher      |          |
| C        | Patrick Pflücke   | Roda JC         |          |
| A        | Tom Boere         | Türkgücü        |          |
| A        | Franck Evina      | Hannover 96     |          |
| P        | Robin Udegbe      | Straelen        |          |
| C        | Jean-Manuel Mbom  | Werder Brema    |          |
| A        | Niklas Zaß        | Viktoria Goch   |          |
| C        | Boubacar Barry    | Werder Brema II |          |

### Sessione invernale
| Acquisti | Acquisti | Acquisti | Acquisti |
| R.       | Nome     | da       | Modalità |
| -------- | -------- | -------- | -------- |

| Cessioni | Cessioni       | Cessioni      | Cessioni |
| R.       | Nome           | a             | Modalità |
| -------- | -------------- | ------------- | -------- |
| A        | Ali Ibrahimaj  | Gießen        |          |
| C        | Heinz Mörschel | Dinamo Dresda |          |

## Risultati

### 3. Liga

#### Girone di andata
| Arbitro: | Fritsch |

|                      |           |            |
| Beister 24’ Elva 61’ | Marcatori | 68’ Kiprit |

| Arbitro: | Bauer |

|  |           |                      |
|  | Marcatori | 22’ Piossek 59’ Rama |

| Rostock 4 ottobre 2020, ore 13:00 CEST 3ª giornata | Hansa Rostock | 0 – 0 referto | Uerdingen 05 | Ostseestadion (7 500 spett.)\| Arbitro: \| Winter \| |
| Arbitro:                                           | Winter        |               |              |                                                      |

| Arbitro: | Benen |

|            |           |            |
| Kiprit 58’ | Marcatori | 53’ Dajaku |

| Arbitro: | Schultes |

|                   |           |                      |
| Velkov 16’ (aut.) | Marcatori | 30’ Pusch 40’ Kiprit |

| Arbitro: | Bacher |

|  |           |                                     |
|  | Marcatori | 13’, 30’ Wurtz 36’ Malone 63’ Korte |

| Arbitro: | Hanslbauer |

|  |           |                          |
|  | Marcatori | 48’ Marcussen 71’ Kiprit |

| Arbitro: | Fritsch |

|              |           |  |
| Kinsombi 90’ | Marcatori |  |

| Arbitro: | Bokop |

|           |           |  |
| Zehir 56’ | Marcatori |  |

| Arbitro: | Glaser |

|                                |           |                |
| Mörschel 53’, 76’ Grimaldi 90’ | Marcatori | 80’ Hasenhüttl |

| Monaco di Baviera 21 novembre 2020, ore 14:00 CET 11ª giornata | Monaco 1860 | 0 – 0 referto | Uerdingen 05 | Grünwalder Stadion (0 spett.)\| Arbitro: \| Oldhafer \| |
| Arbitro:                                                       | Oldhafer    |               |              |                                                         |

| Arbitro: | Müller |

|  |           |              |
|  | Marcatori | 58’ Eberwein |

| Arbitro: | Storks |

|                |           |                    |
| van Ooijen 47’ | Marcatori | 66’ Taz 78’ Janjić |

| Dresda 5 dicembre 2020, ore 14:00 CET 14ª giornata | Dinamo Dresda | 0 – 0 referto | Uerdingen 05 | Rudolf-Harbig-Stadion (0 spett.)\| Arbitro: \| Burda \| |
| Arbitro:                                           | Burda         |               |              |                                                         |

| Arbitro: | Glaser |

|              |           |  |
| Mörschel 26’ | Marcatori |  |

| Arbitro: | Schwengers |

|  |           |                                  |
|  | Marcatori | 26’ Lukimya-Mulongoti 51’ Wagner |

| Arbitro: | Oldhafer |

|  |           |                        |
|  | Marcatori | 30’ Hercher 33’ Ritter |

| Arbitro: | Müller |

|             |           |                   |
| Bertram 42’ | Marcatori | 54’ (aut.) Müller |

| Arbitro: | Kessel |

|              |           |             |
| Mörschel 62’ | Marcatori | 40’ Gouaida |

#### Girone di ritorno
| Arbitro: | Bokop |

|  |           |                                            |
|  | Marcatori | 43’, 51’ (rig.) Kutschke 85’ Eckert-Ayensa |

| Arbitro: | Bauer |

|  |           |                                                    |
|  | Marcatori | 35’ Grimaldi 45’ Lukimya-Mulongoti 77’, 83’ Kiprit |

| Arbitro: | Siewer |

|  |           |            |
|  | Marcatori | 67’ Breier |

| Arbitro: | Osmanagic |

|  |           |                |
|  | Marcatori | 23’ Feigenspan |

| Arbitro: | Müller |

|              |           |          |
| Grimaldi 27’ | Marcatori | 1’ König |

| Arbitro: | Haslberger |

|                           |           |            |
| Medić 19’ Malone 32’, 38’ | Marcatori | 10’ Wagner |

| Arbitro: | Dingert |

|                      |           |                                       |
| Lukimya-Mulongoti 6’ | Marcatori | 38’ Stoppelkamp 44’ Palacios-Martínez |

| Arbitro: | Weickenmeier |

|                 |           |                            |
| Gouras 12’, 57’ | Marcatori | 35’ Albutat 74’ van Ooijen |

| Arbitro: | Glaser |

|             |           |            |
| Grimaldi 7’ | Marcatori | 59’ Malone |

| Arbitro: | Alt |

|                         |           |                                              |
| Grauschopf 60’ Hain 62’ | Marcatori | 6’ Grimaldi 30’ Lukimya-Mulongoti 64’ Kiprit |

| Arbitro: | Benen |

|               |           |                              |
| Marcussen 51’ | Marcatori | 3’ Belkahia 35’, 38’ Mölders |

| Arbitro: | Gräfe |

|                    |           |                |
| Vučur 89’ Boyd 90’ | Marcatori | 61’ Feigenspan |

| Arbitro: | Fritsch |

|                                |           |  |
| Corboz 17’ Korb 36’ Ritzka 77’ | Marcatori |  |

| Arbitro: | Bauer |

|  |           |                              |
|  | Marcatori | 45’ Vlachodīmos 74’ Mörschel |

| Arbitro: | Reichel |

|  |           |                         |
|  | Marcatori | 51’ Marcussen 68’ Pusch |

| Arbitro: | Kampka |

|            |           |            |
| Kiprit 35’ | Marcatori | 55’ Thiele |

| Arbitro: | Stegemann |

|                                           |           |           |
| Hercher 14’ Götze 26’ Pourié 39’ Zuck 83’ | Marcatori | 6’ Kiprit |

| Arbitro: | Bacher |

|               |           |  |
| Marcussen 76’ | Marcatori |  |

| Arbitro: | Sather |

|            |           |                |
| Costly 85’ | Marcatori | 62’ Feigenspan |

## Statistiche

### Statistiche di squadra
| Competizione | Punti | In casa | In casa | In casa | In casa | In casa | In casa | In trasferta | In trasferta | In trasferta | In trasferta | In trasferta | In trasferta | Totale | Totale | Totale | Totale | Totale | Totale | DR  |
| Competizione | Punti | G       | V       | N       | P       | Gf      | Gs      | G            | V            | N            | P            | Gf           | Gs           | G      | V      | N      | P      | Gf     | Gs     | DR  |
| ------------ | ----- | ------- | ------- | ------- | ------- | ------- | ------- | ------------ | ------------ | ------------ | ------------ | ------------ | ------------ | ------ | ------ | ------ | ------ | ------ | ------ | --- |
| 3. Liga      | 44    | 19      | 4       | 5       | 10      | 14      | 28      | 19           | 7            | 6            | 6            | 24           | 22           | 38     | 11     | 11     | 16     | 38     | 50     | -12 |
| Totale       | 44    | 19      | 4       | 5       | 10      | 14      | 28      | 19           | 7            | 6            | 6            | 24           | 22           | 38     | 11     | 11     | 16     | 38     | 50     | -12 |

### Andamento in campionato
| Giornata  | 1  | 2  | 3  | 4  | 5  | 6  | 7  | 8  | 9  | 10 | 11 | 12 | 13 | 14 | 15 | 16 | 17 | 18 | 19 | 20 | 21 | 22 | 23 | 24 | 25 | 26 | 27 | 28 | 29 | 30 | 31 | 32 | 33 | 34 | 35 | 36 | 37 | 38 |
| --------- | -- | -- | -- | -- | -- | -- | -- | -- | -- | -- | -- | -- | -- | -- | -- | -- | -- | -- | -- | -- | -- | -- | -- | -- | -- | -- | -- | -- | -- | -- | -- | -- | -- | -- | -- | -- | -- | -- |
| Luogo     | T  | C  | T  | C  | T  | C  | T  | C  | T  | C  | T  | C  | C  | T  | C  | T  | C  | T  | C  | C  | T  | C  | T  | C  | T  | C  | T  | C  | T  | C  | T  | T  | C  | T  | C  | T  | C  | T  |
| Risultato | P  | P  | N  | N  | V  | P  | V  | V  | P  | V  | N  | P  | P  | N  | V  | V  | P  | N  | N  | P  | V  | P  | V  | N  | P  | P  | N  | N  | V  | P  | P  | P  | P  | V  | N  | P  | V  | N  |
| Posizione | 20 | 20 | 20 | 20 | 19 | 20 | 17 | 16 | 19 | 14 | 15 | 16 | 17 | 17 | 15 | 14 | 14 | 15 | 15 | 15 | 13 | 13 | 13 | 13 | 15 | 15 | 16 | 16 | 16 | 17 | 17 | 18 | 18 | 17 | 17 | 17 | 16 | 16 |

Legenda:

Luogo: C = Casa; T = Trasferta. Risultato: V = Vittoria; N = Pareggio; P = Sconfitta.

### Statistiche dei giocatori
| T. Albutat           | 19 | 1 | 7 | 2 |
| H. Anapak            | 16 | 0 | 1 | 0 |
| C. Dorda             | 35 | 0 | 6 | 0 |
| G. Fechner           | 33 | 0 | 4 | 0 |
| M. Feigenspan        | 33 | 3 | 0 | 0 |
| E. Girdvainis        | 20 | 0 | 6 | 2 |
| D. Gnaase            | 35 | 0 | 7 | 1 |
| A. Grimaldi          | 21 | 5 | 6 | 0 |
| P. Göbel             | 27 | 0 | 3 | 0 |
| A. Ibrahimaj         | 4  | 0 | 2 | 0 |
| H. Jurjus            | 24 | 0 | 0 | 0 |
| C. Kinsombi          | 24 | 1 | 1 | 0 |
| M. Kiprit            | 36 | 9 | 3 | 0 |
| J. Kirchhoff         | 1  | 0 | 0 | 0 |
| R. Kobiljar          | 12 | 0 | 1 | 0 |
| L. Königshofer       | 14 | 0 | 1 | 0 |
| A. Lukimya-Mulongoti | 33 | 4 | 4 | 0 |
| G. Marcussen         | 25 | 4 | 0 | 0 |
| D. Maroh             | 0  | 0 | 0 | 0 |
| H. Mörschel          | 16 | 4 | 1 | 0 |
| O. Osawe             | 1  | 0 | 0 | 0 |
| J. Paris             | 0  | 0 | 0 | 0 |
| K. Pusch             | 34 | 2 | 9 | 0 |
| L. Schneider         | 18 | 0 | 0 | 0 |
| O. Traoré            | 19 | 0 | 2 | 1 |
| S. Velkov            | 5  | 0 | 2 | 0 |
| F. Wagner            | 27 | 2 | 3 | 1 |
| P. van Ooijen        | 26 | 2 | 3 | 0 |